# Qualificazioni al campionato europeo maschile di calcio 2000 - Gruppo 1

## Classifica
| Pos. | Squadra     | P.ti | G | V | P | S | RF | RS | DR |
| ---- | ----------- | ---- | - | - | - | - | -- | -- | -- |
| 1    | Italia      | 15   | 8 | 4 | 3 | 1 | 13 | 5  | +8 |
| 2    | Danimarca   | 14   | 8 | 4 | 2 | 2 | 11 | 8  | +3 |
| 3    | Svizzera    | 14   | 8 | 4 | 2 | 2 | 9  | 5  | +4 |
| 4    | Galles      | 9    | 8 | 3 | 0 | 5 | 7  | 16 | -9 |
| 5    | Bielorussia | 3    | 8 | 0 | 3 | 5 | 4  | 10 | –6 |

## Risultati
| Minsk 5 settembre 1998, ore 20:45 UTC+3 | Bielorussia | 0 – 0 referto | Danimarca | Stadio Dinamo (35.000 spett.)\| Arbitro: \| Dardenne \| |
| Arbitro:                                | Dardenne    |               |           |                                                         |

| Arbitro: | Hauge |

|  |           |                     |
|  | Marcatori | 19’ Fuser 77’ Vieri |

| Arbitro: | Piller |

|                 |           |                             |
| Frederiksen 57’ | Marcatori | 58’ A. Williams 87’ Bellamy |

| Arbitro: | Sars |

|                    |           |  |
| Del Piero 18’, 62’ | Marcatori |  |

| Arbitro: | Sammut |

|                                     |           |                            |
| Robinson 15’ Coleman 55’ Symons 80’ | Marcatori | 22’ Hurėnka 50’ Bjal'kevič |

| Arbitro: | Radoman |

|               |           |              |
| Chapuisat 58’ | Marcatori | 88’ Tobiasen |

| Arbitro: | Sarvan |

|  |           |              |
|  | Marcatori | 72’ Fournier |

| Arbitro: | López Nieto |

|          |           |                         |
| Sand 56’ | Marcatori | 1’ F. Inzaghi 68’ Conte |

| Arbitro: | Piraux |

|                       |           |                |
| F. Inzaghi 32’ (rig.) | Marcatori | 25’ Bjal'kevič |

| Arbitro: | Liba |

|                   |           |  |
| Chapuisat 4’, 70’ | Marcatori |  |

| Arbitro: | Batista |

|             |           |  |
| Heintze 22’ | Marcatori |  |

| Arbitro: | Steinborn |

|                                                      |           |  |
| Vieri 7’ F. Inzaghi 37’ P. Maldini 40’ E. Chiesa 89’ | Marcatori |  |

| Arbitro: | Ancion |

|  |           |                                 |
|  | Marcatori | 84’ Tomasson 89’ (rig.) Tofting |

| Losanna 9 giugno 1999, ore 20:15 UTC+2 | Svizzera | 0 – 0 referto | Italia | Stade Olympique de la Pontaise (15.800 spett.)\| Arbitro: \| Poll \| |
| Arbitro:                               | Poll     |               |        |                                                                      |

| Arbitro: | Ovrebo |

|             |           |                        |
| Baranov 29’ | Marcatori | 42’ Saunders 86’ Giggs |

| Arbitro: | Wójcik |

|                          |           |                |
| Nielsen 54’ Tomasson 81’ | Marcatori | 79’ Türkyilmaz |

| Arbitro: | Jol |

|                     |           |                                                 |
| Fuser 10’ Vieri 34’ | Marcatori | 39’ (rig.) Jorgensen 58’ Wieghorst 64’ Tomasson |

| Arbitro: | Irvine |

|                            |           |  |
| Türkyilmaz 68’, 86’ (rig.) | Marcatori |  |

| Minsk 9 ottobre 1999, ore 20:30 UTC+3 | Bielorussia | 0 – 0 referto | Italia | Stadio Dinamo (32.000 spett.)\| Arbitro: \| Colombo \| |
| Arbitro:                              | Colombo     |               |        |                                                        |

| Arbitro: | Papadakos |

|  |           |                      |
|  | Marcatori | 16’ Rey 60’ Bühlmann |

## Statistiche

### Classifica marcatori
3 reti
- Jon Dahl Tomasson
- Filippo Inzaghi
- Christian Vieri
- Stéphane Chapuisat
- Kubilay Türkyilmaz

2 reti
- Valjancin Bjal'kevič
- Alessandro Del Piero
- Diego Fuser

1 rete
- Vasili Baranov
- Sjarhej Hurėnka
- Søren Frederiksen
- Jan Heintze
- Martin Jørgensen
- Allan Nielsen
- Ebbe Sand
- Ole Tobiasen
- Stig Tøfting
- Morten Wieghorst
- Enrico Chiesa
- Antonio Conte
- Paolo Maldini
- Patrick Bühlmann
- Sébastien Fournier
- Alexandre Rey
- Craig Bellamy
- Chris Coleman
- Ryan Giggs
- John Robinson
- Dean Saunders
- Kit Symons
- Adrian Williams